# Mistrzostwa Europy w Karate Tradycyjnym 2006
XXVII Mistrzostwa Europy w Karate Tradycyjnym Seniorów ETKF oraz X Mistrzostwa Europy w Karate Tradycyjnym Kadetów i Juniorów ETKF rozgrywane były w Rzeszowie w dniach 3 czerwca – 4 czerwca 2006 roku.
Zawody organizowane przez Akademię Karate Tradycyjnego w Rzeszowie i Polski Związek Karate Tradycyjnego odbyły się rzeszowskiej hali Podpromie.
Honorowy patronat nad zawodami objął ówczesny premier RP Kazimierz Marcinkiewicz.
Gościem honorowym mistrzostw był Hidetaka Nishiyama – Prezydent Międzynarodowej Federacji Karate Tradycyjnego (ITKF) z siedzibą w Los Angeles.

## Polacy na Mistrzostwach
W XXVII Mistrzostwach Europy w Karate Tradycyjnym Seniorów reprezentanci Polski zdobyli ogółem 10 medali (pięć złotych, cztery srebrne i brązowy).
Złote medale:
- Katarzyna Krzywańska (kata)
- Paweł Janusz (kata)
- Łukasz Wójcik (kumite)
- Krystian Grzejszczak (en-bu mężczyzn)
- Michał Wroński (en-bu mężczyzn)

Srebrne medale:
- Katarzyna Krzywańska i Piotr Kulczyński (en-bu mężczyzna/kobieta),
- Piotr Kulczyński (fuku-go),
- Katarzyna Krzywańska, Barbara Marciniak, Iwona Furmanek (kata drużynowe kobiet)
- Łukasz Wójcik, Marcin Kotas, Łukasz Radwański i Bartosz Chyrek (kumite drużynowe)

Brązowe medale:
- Krzysztof Neugebauer, Piotrowi Kulczyńskiemu i Damianowi Karwackiemu (kata drużynowe mężczyzn)

Doskonale spisali się także młodzi polscy karatecy, którzy w X Mistrzostwach Europy w Karate Tradycyjnym Kadetów i Juniorów wywalczyli 13 medali: 6 złotych, 4 srebrne i 3 brązowe.

## Medaliści XXVII Mistrzostw Europy w Karate Tradycyjnym Seniorów

### kataindywidualne kobiet
| M | Państwo | Zawodnik             |
| - | ------- | -------------------- |
| 1 | Polska  | Katarzyna Krzywańska |
| 2 | Ukraina | Wiera Kuczerenko     |
| 3 | Rumunia | Anca Pop             |

### kataindywidualne mężczyzn
| M | Państwo | Zawodnik        |
| - | ------- | --------------- |
| 1 | Polska  | Paweł Janusz    |
| 2 | Włochy  | Roberto Mariani |
| 3 | Rumunia | Robert Miclea   |

### fuku-gokobiet
| M | Państwo          | Zawodnik                         |
| - | ---------------- | -------------------------------- |
| 1 | Litwa            | Kristina Kaceviciute             |
| 2 | Rumunia          | Cornelia Radu                    |
| 3 | Ukraina · Włochy | Maryna Małyszkina Ilaria Rigoldi |

### fuku-gomężczyzn
| M | Państwo                   | Zawodnik                      |
| - | ------------------------- | ----------------------------- |
| 1 | Rumunia                   | Cornel Musat                  |
| 2 | Polska                    | Piotr Kulczyński              |
| 3 | Francja · Wielka Brytania | Toufik Saoud Martin Cracknell |

### ko-gokumitekobiet
| M | Państwo          | Zawodnik                           |
| - | ---------------- | ---------------------------------- |
| 1 | Polska           | Marta Niewczas                     |
| 2 | Niemcy           | Ramona Mueller                     |
| 3 | Ukraina · Włochy | Wiktoria Afendikowa Ilaria Rigoldi |

### kumiteindywidualne mężczyzn
| M | Państwo         | Zawodnik                    |
| - | --------------- | --------------------------- |
| 1 | Polska          | Łukasz Wójcik               |
| 2 | Włochy          | Marco Bacchilega            |
| 3 | Rosja · Francja | Nadar Awdolian Toufik Saoud |

### kumitedrużynowe mężczyzn
| M | Państwo        |
| - | -------------- |
| 1 | Włochy         |
| 2 | Polska         |
| 3 | Niemcy · Rosja |

### katadrużynowe kobiet
| M | Państwo |
| - | ------- |
| 1 | Rumunia |
| 2 | Polska  |
| 3 | Ukraina |

### katadrużynowe mężczyzn
| M | Państwo |
| - | ------- |
| 1 | Włochy  |
| 2 | Rumunia |
| 3 | Polska  |

### en-bukobieta/mężczyzna
| M | Państwo | Zawodnik                              |
| - | ------- | ------------------------------------- |
| 1 | Rumunia | Manona Danciu Robert Miclea           |
| 2 | Polska  | Katarzyna Krzywańska Piotr Kulczyński |
| 3 | Ukraina | Wiera Kuczerenko Denis Sportesny      |

### en-bumężczyzna/mężczyzna
| M | Państwo | Zawodnik                            |
| - | ------- | ----------------------------------- |
| 1 | Polska  | Krystian Grzejszczak Michał Wroński |
| 2 | Włochy  | Silvio Campari Nazario Moffa        |
| 3 | Rumunia | Florin Dorobantu Nicusor Nicolae    |

Zobacz: Informacje o Mistrzostwach na stronie PZKT